# Анзидеи, Марко Антонио
Марко Антонио Анзидеи (итал. Marco Antonio Ansidei; 1 сентября 1671, Перуджа, Великое герцогство Тосканское — 14 февраля 1730, Рим, Папская область) — итальянский куриальный кардинал, доктор обоих прав. Секретарь Священной Конгрегации Тридентского собора с 1 января 1716 по 30 апреля 1728. Асессор Верховной Священной Конгрегации Римской и Вселенской Инквизиции с 1 марта 1722 по 30 апреля 1728. Титулярный архиепископы Дамиаты с 12 июня 1724 по 16 декабря 1726. Епископ-архиепископ Перуджи с 16 декабря 1726 по 14 февраля 1730. Кардинал in pectore с 9 декабря 1726 по 30 апреля 1728. Кардинал-священник с 30 апреля 1728, с титулом церкви Сан-Пьетро-ин-Монторио с 10 мая 1728 по 6 июля 1729. Кардинал-священник с титулом церкви Сант-Агостино с 6 июля 1729 по 14 февраля 1730.